# Double Vision (álbum de Foreigner)
Double Vision é um álbum de Foreigner, lançado em 1978.